# 志木市立志木中学校
志木市立志木中学校（しきしりつ しきちゅうがっこう）は、埼玉県志木市柏町にある公立中学校。

## 教育目標
- 考える人
- 思いやりのある人
- たくましい人

## 伝統
- 挨拶
- 清掃
- 歌声

## 歴史
- 1947年（昭和22年）4月1日 - 埼玉県北足立郡志紀町立志紀中学校として開校[1]
- 1948年（昭和23年） 4月1日 - 志紀町が合併前の志木町、宗岡村、水谷村、内間木村に分離し、それにより志木町立志木中学校となる
- 1949年（昭和24年） 3月31日 - 志木町立志木高等学校が廃校、その校舎を当校が使用。（現在の志木市立志木第三小学校校地）
- 1951年（昭和26年）11月3日 - 校歌制定
- 1953年（昭和28年） 1月28日 - 校旗制定
- 1956年（昭和31年）5月3日 - 志木町と宗岡村が合併し足立町となり、校名を足立町立志木中学校と改称
- 1958年（昭和33年） 9月30日 - 足立町立志木中学校と足立町立宗岡中学校が統合し、足立町立足立中学校となる
- 1959年（昭和34年）
  - 3月15日 - 生徒による新校章制定
  - 4月8日 - 新校歌・新校旗制定
- 1962年（昭和37年）3月14日 - 新校庭完成（現在の校地）
- 1965年（昭和40年）6月25日 - プール完成
- 1970年（昭和45年）10月26日 - 市制施行に伴い志木市立志木中学校と改称
- 1971年（昭和46年）3月15日 - 新校旗制定
- 1973年（昭和48年）4月1日 - 志木市立志木第二中学校が分離
- 1974年（昭和49年）3月25日 - 新校舎完成（現在の校地）
- 1975年（昭和50年）4月1日 - 志木市立宗岡中学校が分離
- 1976年（昭和51年）12月10日 - 新体育館完成（現体育館）
- 1981年（昭和56年）3月24日 - 校舎増築工事完成（現保健室より東側）
- 1991年（平成3年）8月31日 - 校舎大規模改修
- 1996年（平成8年）10月5日 - 創立50周年記念式典
- 1997年（平成9年）7月8日 - 校庭改修
- 2000年（平成12年）
  - 2月14日 - 体育館大規模改修
  - 8月31日 - 1階研修室・新倉庫設置
- 2001年（平成13年） 5月7日 - スクールカウンセラー配置
- 2002年（平成14年）
  - 7月1日 - 緊急連絡用インターフォン設置
  - 7月24日 - 東側トイレ改修
  - 8月31日 - バックネット裏スタンド設置
- 2003年（平成15年）7月1日 - 校舎北側外壁改修工事
- 2006年（平成18年）
  - 7月31日 - 創立60周年記念コスモス苗定植
  - 11月1日 - 創立60周年記念合唱祭を志木市民会館で開催
  - 11月10日 - 創立60周年を祝う会
- 2007年（平成19年）8月31日 - 体育館防球ネット設置
- 2008年（平成20年）8月31日 - 本校舎耐震補強工事・改修工事完成
- 2009年（平成21年）2月28日 - 本校舎増築（4教室分・鉄筋2階）工事完成
- 2010年（平成22年）3月31日 - 大型液晶TV導入 校内LAN工事完了
- 2012年（平成24年）9月2日 - テニスコート、グランド改修、音楽室エアコン設置
- 2013年（平成25年）9月1日 - 普通教室エアコン設置
- 2015年（平成27年）9月1日 - 東トイレ改修
- 2016年（平成28年）8月27日 - 新国旗掲揚棟完成
- 2020年（令和2年） - 体育館改修工事　体育館エアコン設置
- 2021年（令和3年） - 体育着・ジャージの変更

## 学区
- 本町全域[2]
- 柏町のうち宗岡中学校通学区域を除く区域

## 学校生活

### 委員会活動
- 学年
- 生活
- 体育
- 保健
- 環境
- 給食
- 図書
- 放送
- 選挙管理
- 生徒会執行部

### 部活動
- 男子バスケットボール
- 女子バスケットボール
- 男子バレーボール
- 女子バレーボール
- 男子ソフトテニス
- 女子ソフトテニス
- 野球
- サッカー
- ソフトボール
- 男子卓球
- 陸上競技
- 家庭
- 科学
- 美術
- 吹奏楽
- 英語
- 文芸
- かしわクラブ

## いじめ対策
生徒は『結カード』という、いじめ撲滅宣言が書かれたカードに署名をし、生徒会執行部が承認をする。
生徒は結カードを常に携帯する。

### いじめ防止に向けた年間計画

#### 4月
- 職員研修（学校基本方針の共通理解）
- 第1回対策委員会
- 定例対策委員会

#### 5月
- 教育相談アンケート

#### 6月
- 教育相談週間
- 家庭訪問（今はコロナ対策で実施していない）
- 人権作文
- 定例対策委員会

#### 7月
- 保護者会
- 非行防止教室
- 定例対策委員会

#### 8月
- 教育相談研修（カウンセリング、ケース会議）

#### 9月
- 道徳（彩の国道徳を活用した全学年共通のいじめに関する授業）

#### 10月
- アンケート（いじめに特化）
- 小中ふれあい交流会
- 定例対策委員会

#### 11月
- 教育相談週間
- 学校公開週間
- 埼玉県いじめ撲滅月間
- 校区連絡協議会

#### 12月
- 定例対策委員会

#### 1月
- 人権標語

#### 2月
- 教育相談アンケート

#### 3月
- 定例対策委員会（評価）

## 出身者
- 本橋菜子（バスケットボール選手）

## 校歌
作詞：下山懋、作曲：信時潔